# Flora Manteola
Flora Alicia Manteola (1936) es una arquitecta argentina integrante del estudio M|SG|S|S|V.

## Primeros años
En 1962 egresó de la Universidad de Buenos Aires, Facultad de Arquitectura Diseño y Urbanismo. Su etapa como estudiante universitaria fue intensa y antes de concluir se unió (junto con Javier Sánchez Gómez quien sería su esposo), al estudio MSGSSS que en 1956 habían iniciado los arquitectos Justo Solsona y Josefa Santos y más tarde amplió a Manteola, Sánchez Gómez, Santos, Solsona, Sallaberry, uno de los estudios fundamentales de la historia de la arquitectura argentina.
Actualmente el estudio MSGSSS se llama MSGSSV.

## Reconocimientos
Recibió el Premio Konex 1992 Arquitectura, por el quinquenio 1982-1986 y se trató de la primera mujer arquitecta en recibir este honor.
Es la primera arquitecta en obtener el premio a la Trayectoria de la Sociedad Central de Arquitectos.
Forma parte del Colegio de Asesores y Jurados de la Sociedad Central de Arquitectos y del Colegio de Jurados del Consejo Profesional de la Provincia de Buenos Aires.

## Obras
- Banco Ciudad de Buenos Aires (Casa Matriz)
- Unión Industrial Argentina[9]
- Banco Ciudad de Buenos Aires (Edificio Ventas)[10]
- Conjunto Rioja
- Barrio Comandante Luis Piedrabuena[11]
- Edificio Anexo de la Cámara de Diputados
- Universidad del Norte Santo Tomás de Aquino
- Asociación Cultural Pestalozzi
- Remodelación total y ampliación del Aeropuerto Internacional Ministro Pistarini
- Reciclaje del Palacio Alcorta
- Dique 2 (Puerto Madero)
- El Porteño Building
- Dique 4 (Puerto Madero)
- Edificio Prourban[12]
- Estadio de Mendoza
- Torres Alto Palermo
- Abasto de Buenos Aires
- Centro de Producción Buenos Aires - Argentina Televisora Color[13]
- Ministerio de Trabajo, Empleo y Seguridad Social[14]
- Edificio Intecons
- Estadio Gigante de Arroyito
- Estadio Mundialista de la Ciudad de Salta
- Hospital General de Agudos Carlos G. Durand[15]
- Planta de Papel Prensa
- Terminal de Ómnibus de Santiago del Estero
- Torre Ruggieri
- Torres de Bulnes
- Torres del Yacht
- Torres Mulieris